# Mohawk (flod)
Mohawk-floden (engelsk: Mohawk River) er en betydelig flod i det nordcentrale New York. Floden løber omkring 230 km øst-sydøst fra Oneida County og løber ud i Hudson River nær Albany. Byerne Schenectady, Amsterdam, Utica og Rome er bygget på dens bredder. Floden og dens kanaler, Eriekanalen, forbinder Hudson River og havnen til New York City med Great Lakes ved Buffalo i New York.
Floden har længe været vigtig for transport og migration vestover som en færdselsåre mellem Allegheny og Adirondack-højlandene. Den frugtbare dal har også tiltrukket sig tidlige bosættere, og et antal vigtige slag i krigen mod franskmænd og indianere og den amerikanske uafhængighedskrig blev udkæmpet her.
Den midterste strækning af floden løber gennem Montgomery County hvor de fleste landsbyer til Mohawk-nationen til irokeserne ligger. Mohawkerne blev tvunget til at forlade regionen under uafhængighedskrigen.
43°22′15″N 75°28′06″V / 43.3709028°N 75.4682318°V